# Мемориальный музей Коданся Нома
Мемориальный музей Коданся Нома (яп. 講談社野間記念館 Ко:данся Нома кинэнкан) — музей, расположенный в районе Бункё в Токио, Япония. Коллекция музея включает более 6000 предметов японского изобразительного искусства.
Музей открыт в апреле 2000 года в связи с 90-летием крупнейшего японского издательства Коданся. Здание, в котором располагается музей, и прилегающая к нему территория, были переданы в дар музею госпожой Савако Номой — бывшим президентом издательства Коданся и внучкой его основателя, Сэйдзи Номы.
Одна из экспозиций музея представляет собой коллекцию произведений японского искусства семьи Нома, собранную Сэйдзи Номой в начале XX века, которая включает произведения таких выдающихся мастеров как Ёкояма Тайкан и Уэмура Сёэн. Другая экспозиция освещает историю развития издательского дела в Японии, начиная с эпохи Мэйдзи до эры Хэйсэй.
Музей открыт ежедневно, кроме понедельника, с 10:00 до 17:00. Стоимость билета 500 йен.